# Massa Martana
Massa Martana é uma comuna italiana da região da Umbria, província de Perugia, com cerca de 3.537 habitantes. Estende-se por uma área de 78 km², tendo uma densidade populacional de 45 hab/km². Faz fronteira com Acquasparta (TR), Giano dell'Umbria, Gualdo Cattaneo, Spoleto, Todi.
Pertence à rede das Aldeias mais bonitas de Itália.

## Demografia
| Variação demográfica do município entre 1861 e 2011                               |
|                                                                                   |
| Fonte: Istituto Nazionale di Statistica (ISTAT) - Elaboração gráfica da Wikipedia |